# Charlotte Roche

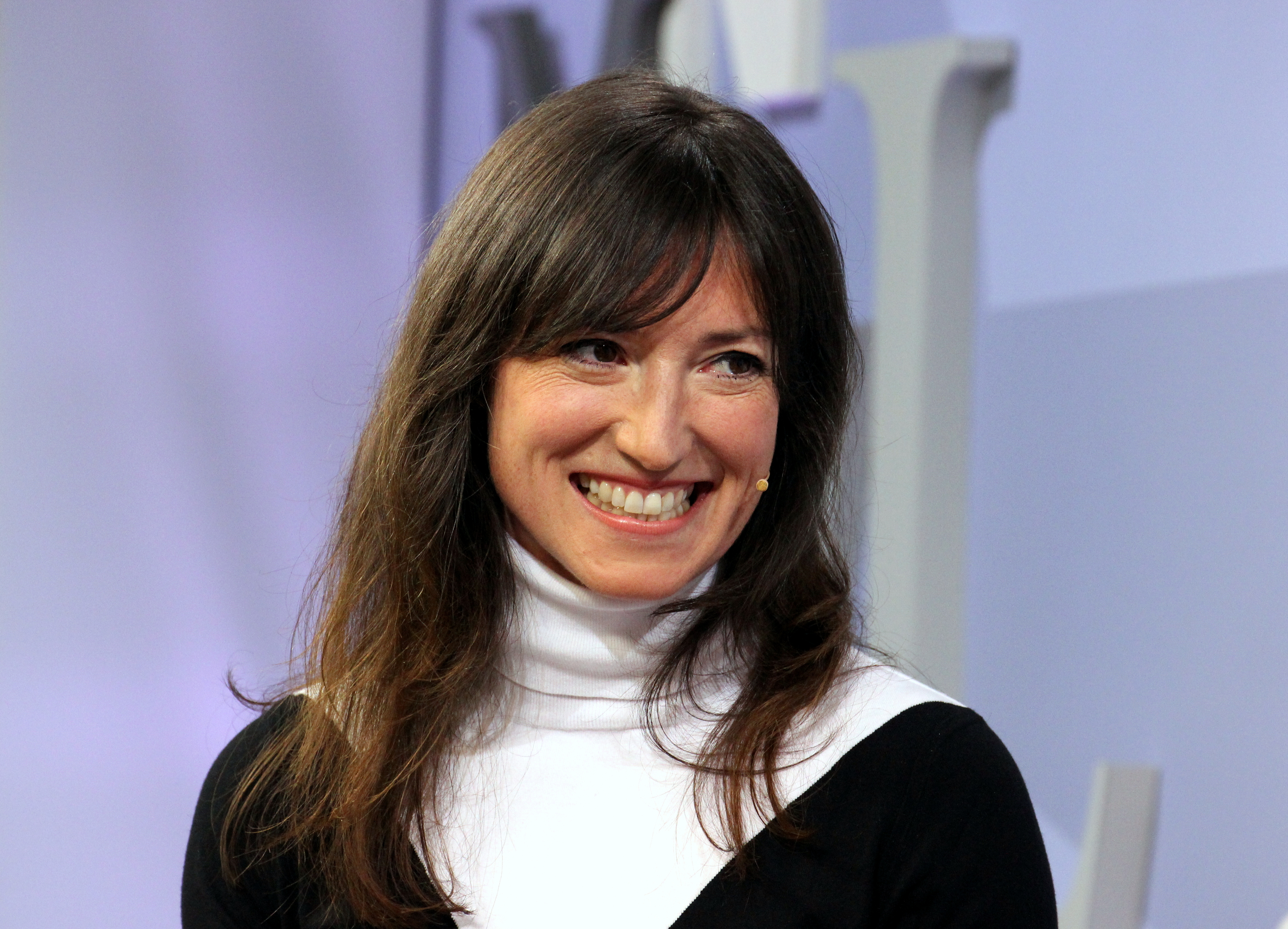
Charlotte Roche em Frankfurt, em 2015.

Charlotte Elisabeth Grace Roche (High Wycombe, 18 de março de 1978) é uma escritora alemã nascida na Inglaterra, autora de Zonas Úmidas, um polêmico romance erótico.
Trabalhou como apresentadora para os canais Viva, equivalente da MTV na Alemanha, e ZDF. É casada, vive em Colônia e tem uma filha.